# 朦朧法
朦朧法（もうろうほう）は、怪奇文学の表現手法の一つ。
怪異についてはっきりとした描写をせず、曖昧な描写や暗示や仄めかしを積み重ねることによって、読者一人一人が思い思いの恐怖のなかに落ち込んでいくことを狙った手法。これを愛用した作家としては、ヘンリー・ジェイムズ、ウォルター・デ・ラ・メアが有名である。